# Rodolfo Pedro Wirz Kraemer
Rodolfo Pedro Wirz Kraemer (Schwarzrheindorf, 19 aprile 1942) è un vescovo cattolico uruguaiano.

## Biografia
Nasce a Schwarzrheindorf, in Germania, il 19 aprile 1942.

### Ministero sacerdotale
È ordinato presbitero il 21 dicembre 1968 dal vescovo José Gottardi Cristelli.

### Ministero episcopale
Il 9 novembre 1985 è nominato vescovo di Maldonado-Punta del Este da papa Giovanni Paolo II; riceve l'ordinazione episcopale il 21 dicembre seguente per imposizione delle mani dell'arcivescovo José Gottardi Cristelli, co-consacranti l'arcivescovo Carlos Parteli Keller e il vescovo Victor Gil Lechoza.
Nel 2001, dopo la morte del vescovo Victor Gil Lechoza, è nominato amministratore apostolico di Minas; termina il suo incarico nel 2004 con la nomina del vescovo Francisco Domingo Barbosa Da Silveira.
Nel 2005 partecipa alla XX giornata mondiale della Gioventù a Bonn, in Germania.
Il 1º luglio 2009, Francisco Domingo Barbosa Da Silveira si dimette dall'incarico di vescovo di Minas, così Wirz Kraemer torna di nuovo nella diocesi come amministratore apostolico, fino alla nomina del successore Jaime Rafael Fuentes.
È eletto vice presidente della Conferenza episcopale uruguaiana per il biennio 2010-2012.
Il 15 giugno 2018 papa Francesco accoglie la sua rinuncia al governo pastorale della diocesi di Maldonado-Punta del Este per raggiunti limiti di età.

## Genealogia episcopale e successione apostolica
La genealogia episcopale è:
- Cardinale Scipione Rebiba
- Cardinale Giulio Antonio Santori
- Cardinale Girolamo Bernerio, O.P.
- Arcivescovo Galeazzo Sanvitale
- Cardinale Ludovico Ludovisi
- Cardinale Luigi Caetani
- Cardinale Ulderico Carpegna
- Cardinale Paluzzo Paluzzi Altieri degli Albertoni
- Papa Benedetto XIII
- Papa Benedetto XIV
- Papa Clemente XIII
- Cardinale Marcantonio Colonna
- Cardinale Giacinto Sigismondo Gerdil, B.
- Cardinale Giulio Maria della Somaglia
- Cardinale Carlo Odescalchi, S.I.
- Cardinale Costantino Patrizi Naro
- Cardinale Lucido Maria Parocchi
- Papa Pio X
- Cardinale Gaetano De Lai
- Cardinale Raffaele Carlo Rossi, O.C.D.
- Cardinale Amleto Giovanni Cicognani
- Arcivescovo Augustin-Joseph Antoine Sépinski, O.F.M.
- Arcivescovo José Gottardi Cristelli, S.D.B.
- Vescovo Rodolfo Pedro Wirz Kraemer

La successione apostolica è:
- Vescovo Jaime Rafael Fuentes (2010)